# Stethynium quinquedentatum
Stethynium quinquedentatum är en stekelart som beskrevs av Girault 1938. Stethynium quinquedentatum ingår i släktet Stethynium och familjen dvärgsteklar. Inga underarter finns listade i Catalogue of Life.